# Mazet-Saint-Voy
Mazet-Saint-Voy é uma comuna francesa na região administrativa de Auvérnia-Ródano-Alpes, no departamento de Alto Loire. Estende-se por uma área de 44,88 km². Em 2010 a comuna tinha 1 139 habitantes (densidade: 25,4 hab./km²).